# Металловка
Мета́лловка (укр. Металівка), село,
Старосалтовский поселковый совет,
Волчанский район,
Харьковская область.
Код КОАТУУ — 6321655802. Население по переписи 2015 года составляет 59 человек.

## Географическое положение
Село Металловка находится на левом берегу Печенежского водохранилища (река Северский Донец).
Выше по течению в трёх километрах расположено село Бугаевка, ниже по течению в 1 км — село Заречное.
На противоположном берегу расположено село Верхний Салтов, вокруг села сосновый лес.
На берегу водохранилища расположены несколько домов отдыха.
Через село проходит автомобильная дорога Т-2104

## История
- 1795 — дата основания.
- В  1940 году, перед ВОВ, в Нетайловке были 72 двора; в Великом Озере 8 дворов и в Задонце 20 дворов.[5]
- В 1993 году в селе действовали дом отдыха "Весна", профилакторий "Бытовик", сельмаг.[6]

## Достопримечательности
- Недалеко от села расположены протоболгарские селище и некрополь (раскоп Нетайловка, Нетайловский могильник).[7] 
Данные археологические памятники расположены на левом, низком берегу реки Северский Донец, напротив большого Верхнесалтовского городища. Раскопки начаты в 1959 году. Большое неукреплённое селище протянулось вдоль берега на 4,5 км, занимая его пойменную террасу. Могильник занимает площадь около 14 га и насчитывает приблизительно пять с половиной тысяч захоронений. 
В VIII—X веках это была приграничная территория между Хазарским каганатом и славянскими поселениями. Здесь жили племена протоболгар[8]. В погребении 164Б найдены византийский солид Константина V, две сасанидские драхмы Хосрова I и Хосрова II, арабско-сасанидская монета наместника Табаристана Хуршида[9].

## Происхождение названия
Имеется версия, что Металловка — «осовремененное» название села Нетайловка. Также имеется другая, противоположная, версия: археологи, приехавшие на раскопки, спросили название села; кто-то невнятно им ответил, и они записали «могильник Нетайловка» вместо «Металловка». На военно-топографических картах Российской империи середины ХІХ-го века («картах Шуберта») данное село названо «Нитайловка».

## Объекты социальной сферы
- Школа.
- Клуб.
- Дом культуры.
- Фельдшерско-акушерский пункт.
- Больница.
- Братская могила советских воинов.